# Les Sept Péchés capitaux et les Quatre Dernières Étapes humaines
Pour les articles homonymes, voir Sept péchés capitaux.
Les Sept Péchés capitaux et les Quatre Dernières Étapes humaines est un tableau attribué à Jérôme Bosch, réalisé entre 1505-1510. Peint à l'huile sur panneau de bois de peuplier, le tableau représente une série de scènes circulaires. Il est actuellement exposé au Museo del Prado à Madrid (Espagne).
Bordant le centre de l'oeuvre, quatre disque illustrés représentent, de gauche à droite et de haut en bas, la « Mort du pécheur », le « Jugement dernier », l'« Enfer » et la « Gloire ». Le disque principal, dans sa périphérie, est divisé en sept cadrans et illustre les sept péchés capitaux. Suivant le sens horaire et à partir du cadran inférieur : la colère ; l'envie ; l'avarice ; la gourmandise ; la paresse ; la luxure et l'orgueil. Leurs représentations se rapprochent davantage à des scènes de la vie quotidienne qu'à des représentations allégoriques .
Au centre du disque principal, qui ressemble à un œil immense ou à un miroir concave, le Christ est représenté émergeant du tombeau. Son stigmate sur le côté infligé lors de sa Passion est visible. Autour figure l'inscription en latin «Cave cave d[omi]n[u]s videt» «Attention, Attention, le Seigneur voit».
Encadrés en banderolles, respectivement entre les représentations de «la Mort du Pêcheur» et «le Jugement dernier» dans la partie supérieure, entre «l'Enfer» et «la Gloire» dans la partie inférieure, deux citations en latin extraites du Deutéronome (32:28-29 ; 32:20) énoncent : «Gens absq[ue] [con]silio e[st] et sine prudentia // deutro[m]y 32 [um//] utina[m] sapere[n]t [et] i[n]telligere[n]t ac novissi[m]a p[ro]videre[n]t» «Car c'est une nation dépourvue de jugement, et il n'y a en eux aucune intelligence. Oh ! s'ils étaient sages! Ils considéreraient ceci, ils réfléchiraient à ce qui leur arrivera à la fin» ; «Absconda[m] facie[m] mea[m] ab eis: et [con]siderabo novissi[m]a eo[rum]» «Je leur cacherai ma face, Je verrai quelle sera leur fin».

## Discipulo
En 1560, Felipe de Guevara écrit, à propos de l'un des élèves de Jérôme Bosch : un « discipulo ». Selon lui, ce dernier était aussi bon que son maître et signait parfois ses œuvres de son nom. Par la suite, De Guevara fait référence au tableau "Les Sept Péchés capitaux" et révèle qu'il est très caractéristique du style de cet élève. Cette allusion conduira plusieurs historiens d'art, en commençant par Dollmayr dès 1898, à attribuer ce tableau à l'élève en question, alors que d'autres, malgré le contexte, pensent que De Guevara utilise ce parallèle pour souligner la proximité du style de Bosch avec celle de son élève.
Ainsi, ce tableau fut longtemps considéré comme une œuvre de jeunesse de Jérôme Bosch. Cependant, plusieurs accoutrements suggèrent que ce tableau ait été peint à une date ultérieure, aux environs de 1500. De plus, la datation dendrochronologique de plusieurs tableaux de Bosch met en évidence le fait que ce tableau n'ait pas été peint sur un panneau de chêne et que l'utilisation de techniques inhabituelles, telles que l'utilisation de règle, tendrait à faire croire qu'il ne serait pas l’œuvre de Jérôme Bosch.

## Détails

### Les sept péchés capitaux

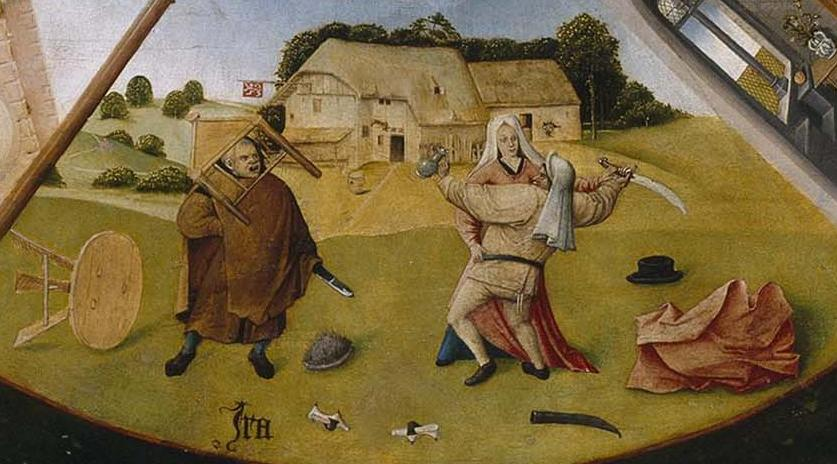
Colère
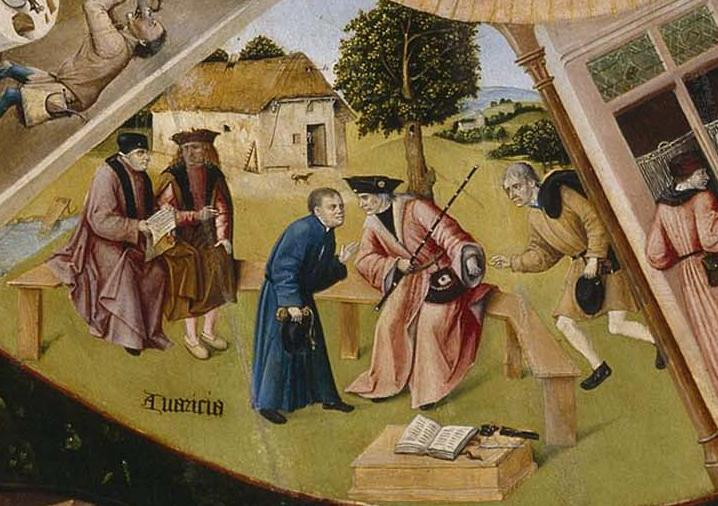
Avarice
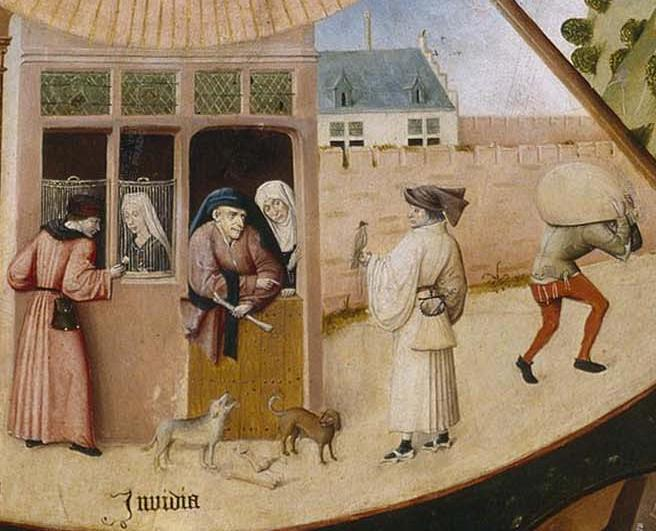
Envie
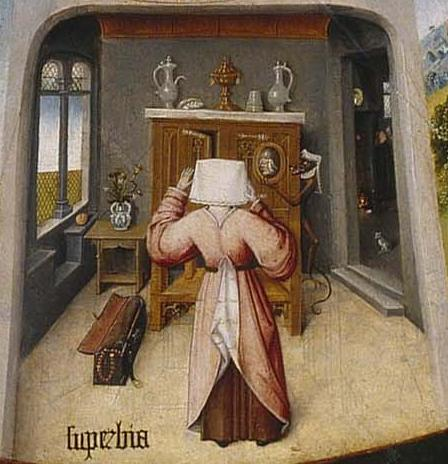
Orgueil
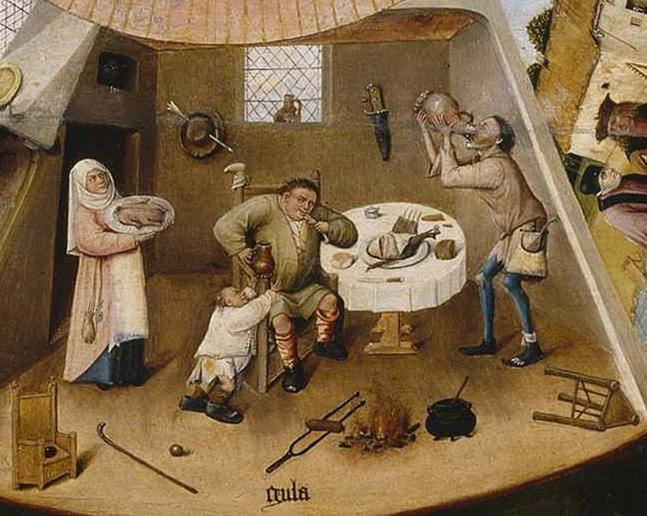
Gourmandise
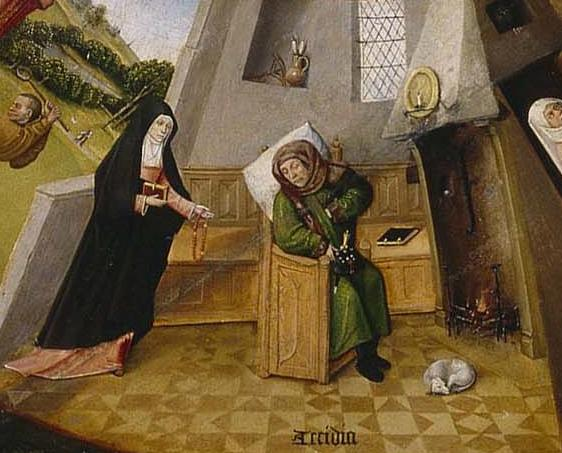
Paresse
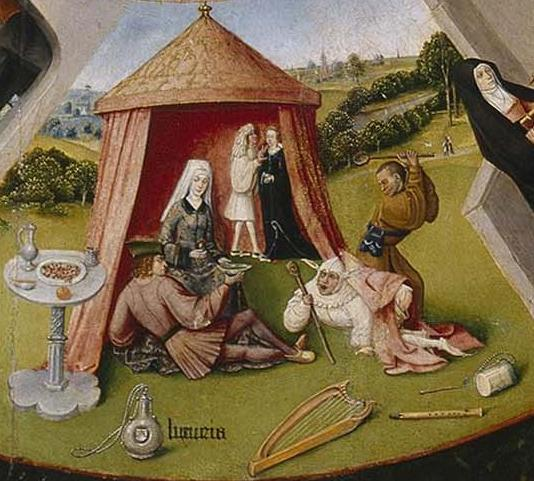
Luxure

### Les quatre dernières étapes humaines

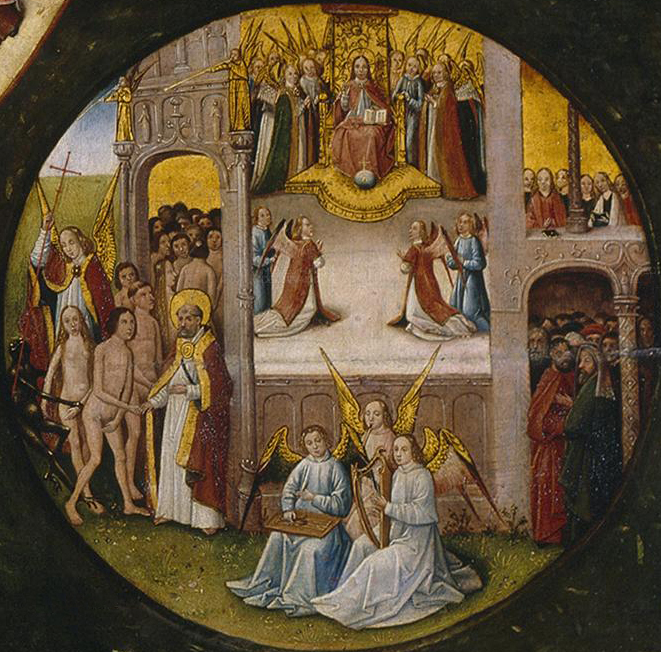
« Gloire » ou Paradis
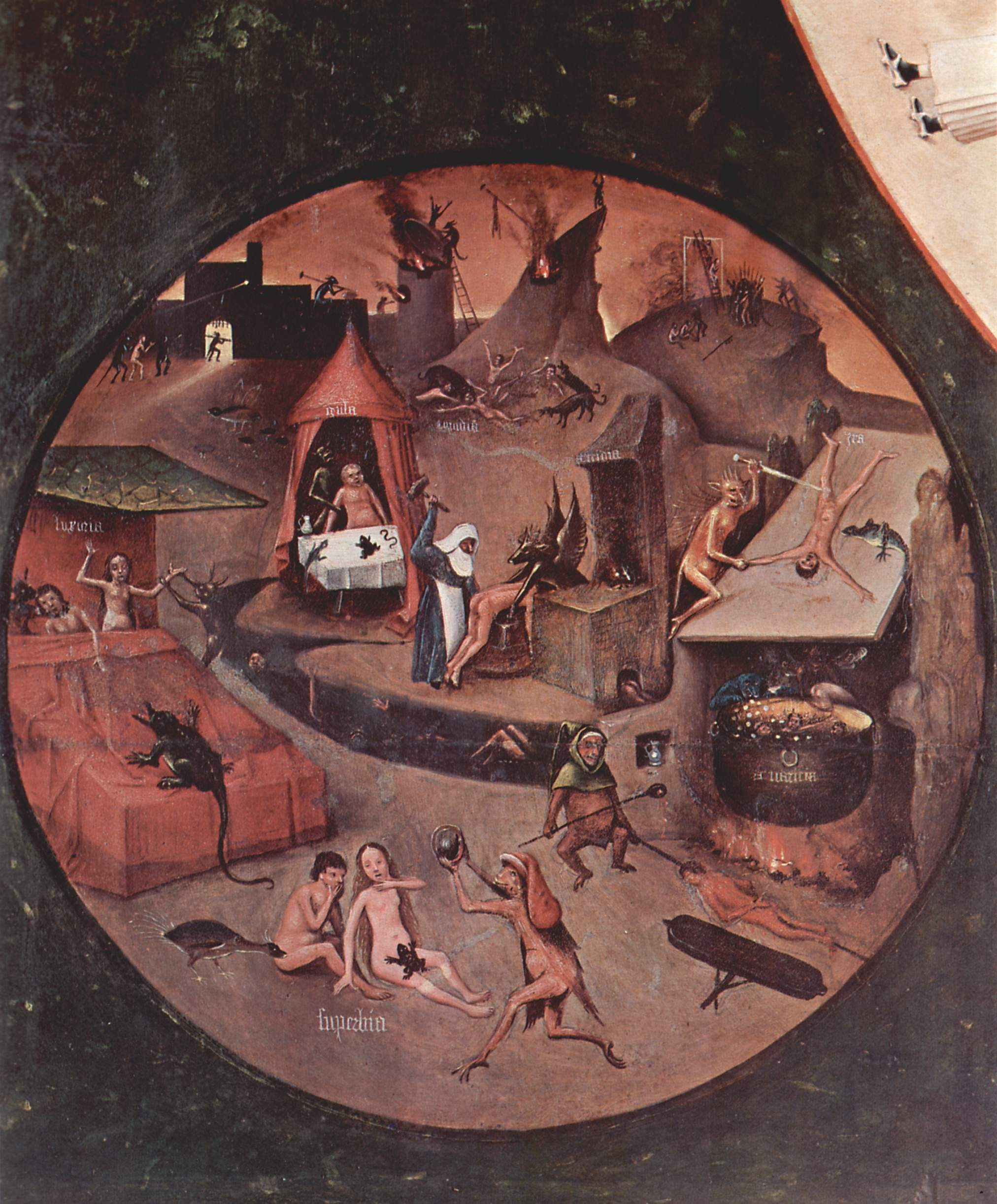
« Enfer » et la punition des sept péchés capitaux.
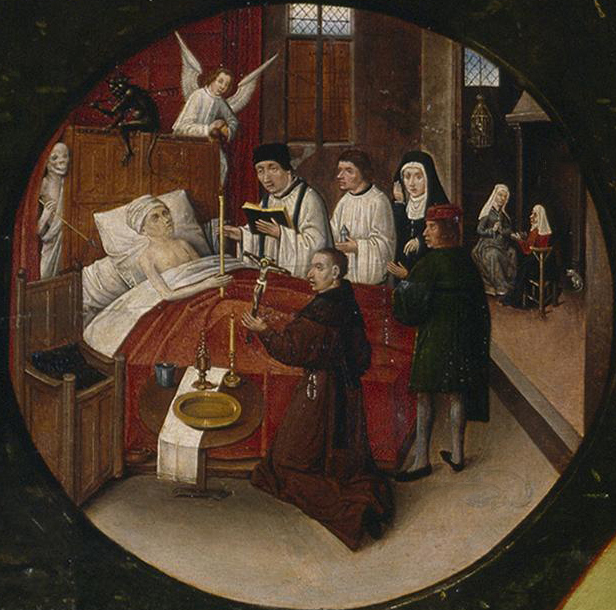
« Mort d'un pécheur », ange et démon pèsent l'âme d'un homme
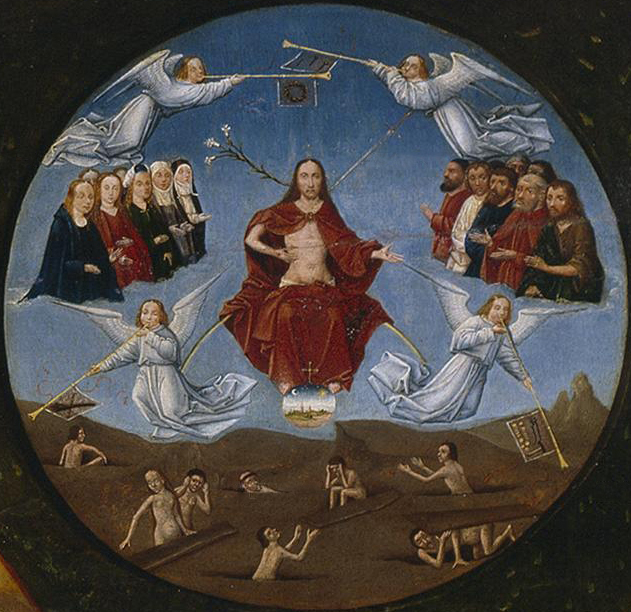
« Jugement dernier »

## Littérature
Cette œuvre joue un rôle central dans le développement de Wyatt Gwyon dans le roman de William Gaddis intitulé The Recognitions.